# Große Grasbüscheleule

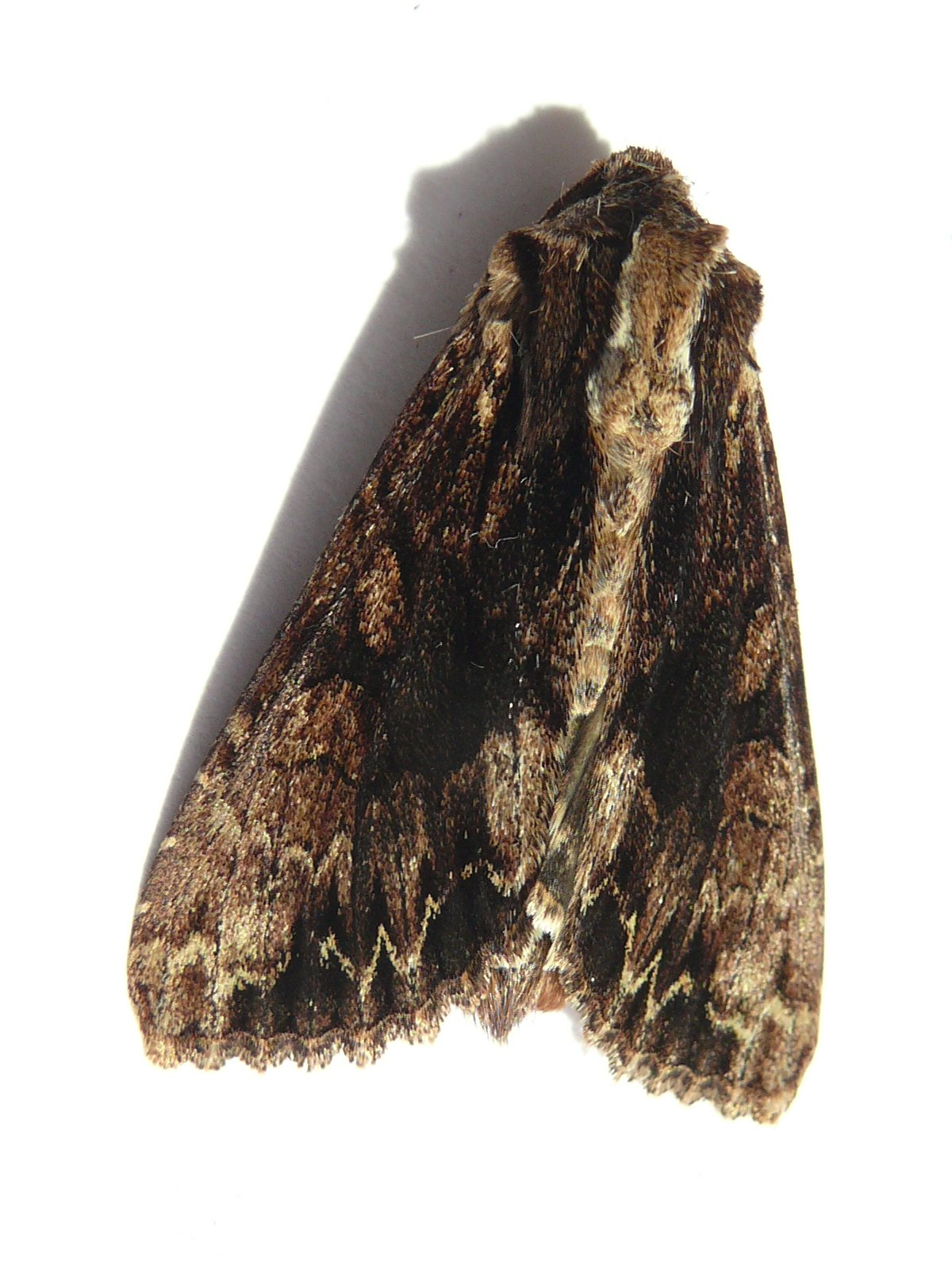
Mittelbraune Form

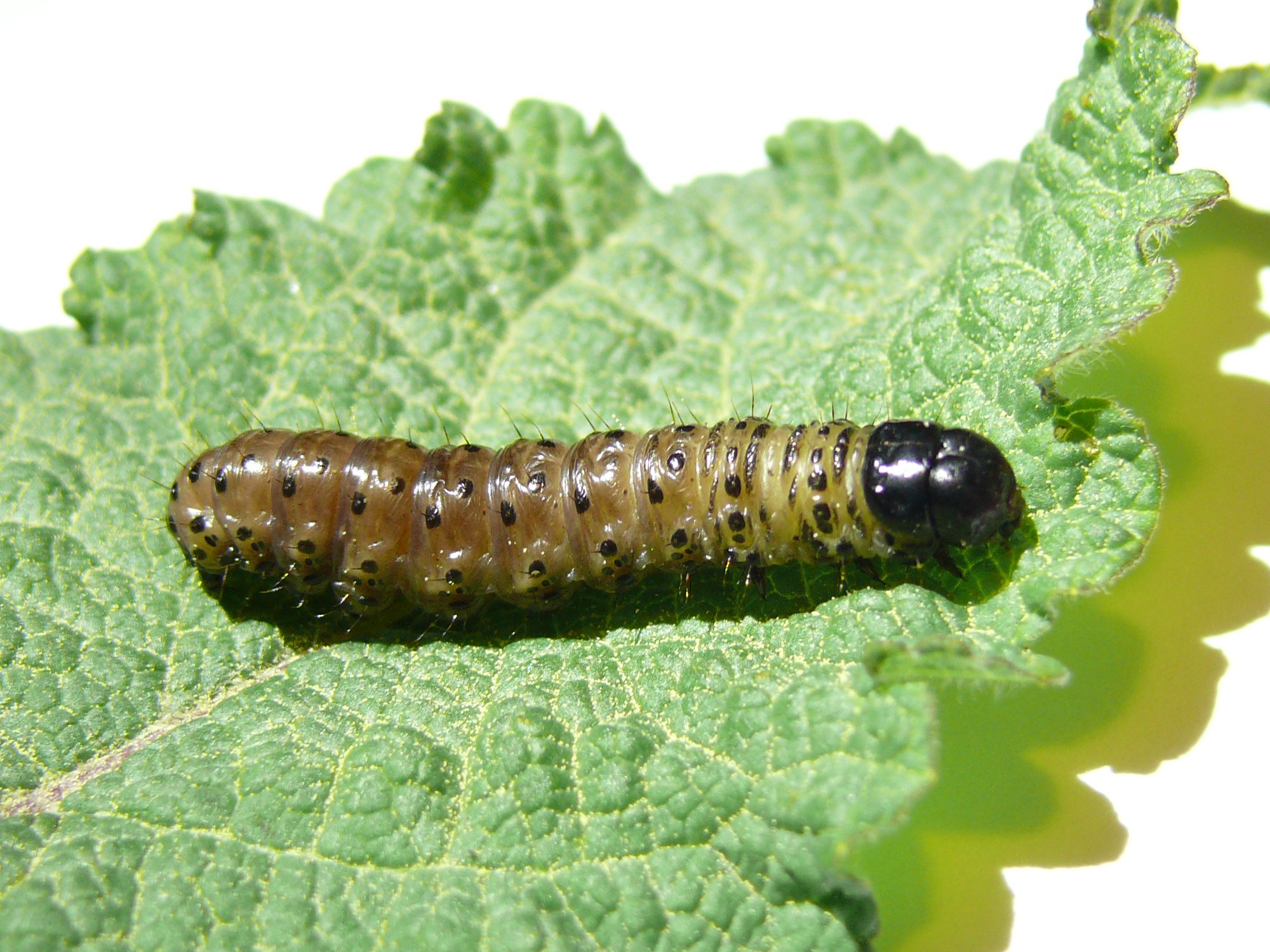
Raupe

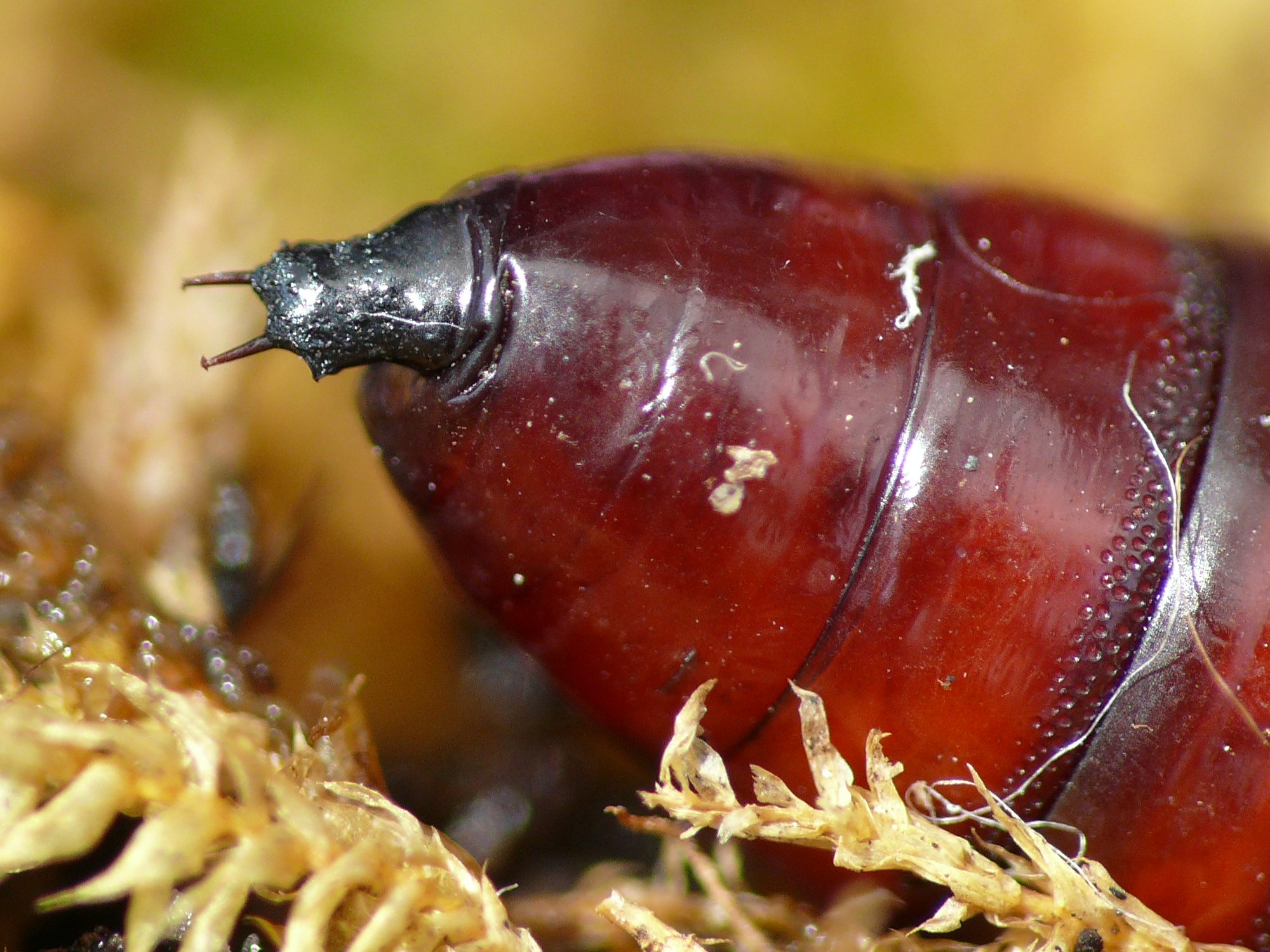
Kremaster am Ende der Puppe

Die Große Grasbüscheleule (Apamea monoglypha), auch Wurzelfresser genannt, ist ein Schmetterling (Nachtfalter) aus der Familie der Eulenfalter (Noctuidae).

## Merkmale

### Falter
Mit einer Flügelspannweite von 45 bis 57 Millimetern handelt es sich um eine recht große Eulenfalterart. In Bezug auf Farbe und Größe ist sie außerordentlich variabel und lässt sich in drei Kategorien einteilen:
Exemplare mit einfarbig dunkelbrauner bis fast schwarzer Grundfärbung der Vorderflügel, die außerdem nahezu zeichnungslos sind.
Exemplare mit mittelbrauner Grundfarbe und erkennbaren Zeichnungselementen.
Exemplare mit ockergelber bis graubrauner Grundfarbe mit teilweise hellen Bereichen auf den Flügeln und mit kontrastreichen Zeichnungselementen. Bei diesen ist das W-Zeichen in der Wellenlinie besonders deutlich ausgeprägt und teilweise noch durch dunkle Keilflecke hervorgehoben. Die Ringmakel fallen durch die ovale Form sowie die schräge Lage auf.
Die Hinterflügel sind bei allen Farbvarianten zeichnungslos graubraun gefärbt, wobei sich die Adern jedoch deutlich hervorheben.

### Raupe
Die Raupen sind glasig, von schmutzig weißer bis graubrauner Farbe, haben eine schmale, schwarze, hell eingefasste Rückenlinie, verwaschene braune Flecke an den Seiten, schwarze Punktwarzen sowie weiße, schwarz eingefasste Stigmen und kurze, borstenartige Haare. Kopf und Halsschild sind glänzend schwarz gefärbt und zeigen einen hellen Mittelstrich. Auffällig ist auch ein schwarzbraun gefärbter Afterschild bei den ausgewachsenen Raupen.

### Puppe
Die Puppe hat eine gelbbraune bis schwarzbraune Farbe, ist jedoch überwiegend kastanienbraun gefärbt. Sie hat eine schlanke Form und glatte, glänzende Flügelscheiden. Die hinteren Segmente zeigen verdunkelte Ringe. Der kurze Kremaster besitzt am Ende zwei auffällige, dornenartige Spitzen.

### Ähnliche Arten
- Apamea minoica unterscheidet sich in erster Linie durch die schmaleren Vorderflügel.
- Apamea baischi unterscheidet sich durch ein deutlich abgegrenztes und verdunkeltes Mittelfeld auf den Vorderflügeln. Die Art ist nur auf Kreta beheimatet.

## Verbreitung und Lebensraum
Die Verbreitung der Art reicht durch fast ganz Europa. Sie fehlt lediglich im nördlichsten Teil Fennoskandinaviens sowie in den südlichsten Abschnitten der Iberischen Halbinsel und Griechenlands. Auf Sardinien und Korsika fliegt die kleinere ssp.sardoa. Weitere Vorkommensgebiete sind Klein-, Vorder- und Zentralasien. In den Alpen steigt sie bis auf über 2500 Meter Höhe. Die Große Grasbüscheleule ist in Waldgebieten aller Art, Heidegebieten, auf Bergwiesen, Getreideflächen, Weiden sowie in Gärten und Parkanlagen anzutreffen. Sie hält sich auch gern in der Nähe von Häusern auf.

## Lebensweise
Die Falter sind nachtaktiv und besuchen abends gelegentlich auch Blüten bestimmter Pfeifengräser (Molinia) oder diejenigen des Schmetterlingsflieders (Buddleja davidii). Sie erscheinen nachts häufig an künstlichen Lichtquellen, ebenso gerne an Ködern. Ihre ausgedehnte Flugzeit umfasst die Monate Mai bis Oktober. Die spät fliegenden Exemplare gehören wahrscheinlich einer zweiten  Generation an. Da die sehr flugaktiven Falter oftmals weite Strecken zurücklegen, werden sie zuweilen auch als Wanderfalter bezeichnet, sind aber keine klassischen Vertreter dieser Gruppe. Die Raupen leben überwiegend ab Juli, überwintern und verpuppen sich im Frühjahr des folgenden Jahres in einer Erdhöhle. Sie ernähren sich von unterschiedlichen Süßgräsern (Poaceae), wie Schaf-Schwingel (Festuca ovina), Gewöhnlichem Knäuelgras (Dactylis glomerata), Lolch (Lolium) und Reitgras (Calamagrostis). Obwohl sie gelegentlich in großer Anzahl auch an den Wurzeln von Getreidearten fressen, kann man sie nicht als typischen Agrarschädling bezeichnen. Jüngere Raupen ernähren sich im Herbst bevorzugt von den Blüten- oder Fruchtständen der Futterpflanzen.

## Gefährdung
Die Große Grasbüscheleule ist in allen Regionen Deutschlands häufig – teilweise sehr häufig – anzutreffen, so dass sie auf der Roten Liste gefährdeter Arten als nicht gefährdet eingestuft wird.